# Franken
Véase también Franconia, región de Alemania denominada Franken en idioma alemán
Franken  es una localidad y comuna francesa, situada en el departamento de Alto Rin, en la región  de Alsacia.

## Demografía
| 245 | 255 | 227 | 232 | 252 | 288 |
| Para los censos de 1962 a 1999 la población legal corresponde a la población sin duplicidades (Fuente: INSEE [Consultar]) |     |     |     |     |     |